# あなたの空を翔びたい
「あなたの空を翔びたい」（あなたのそらをとびたい）は、1978年11月25日に発売された髙橋真梨子のペドロ&カプリシャス脱退後のソロデビューシングル。発売元はビクター音楽産業のレーベルInvitation。

## 概要
表題曲「あなたの空を翔びたい」は、西武流通グループのイメージソングに採用されている。なお、当時の同グループ代表の堤清二の提案で、歌詞草案の冒頭部分「Slip Away」が「スリッパの道」を連想させるとして「Kiss Again」へと変更された。そのため、堤は藤村渉のペンネームで補作詞者としてクレジットされている。
ほか、千葉銀行（ちばぎん）CMソングとしても使用された。

## 収録曲
SIDE 1
あなたの空を翔びたい [03:58]
作詞・作曲：尾崎亜美／補作詞：藤村渉／編曲：萩田光雄
SIDE 2
訪れ [03:15]
作詞：福永史／作曲：木戸やすひろ／編曲：戸塚修

## カバー
- 尾崎亜美（1983年12月、セルフカバー・アルバム『POINTS』収録。）